# Léo Westermann

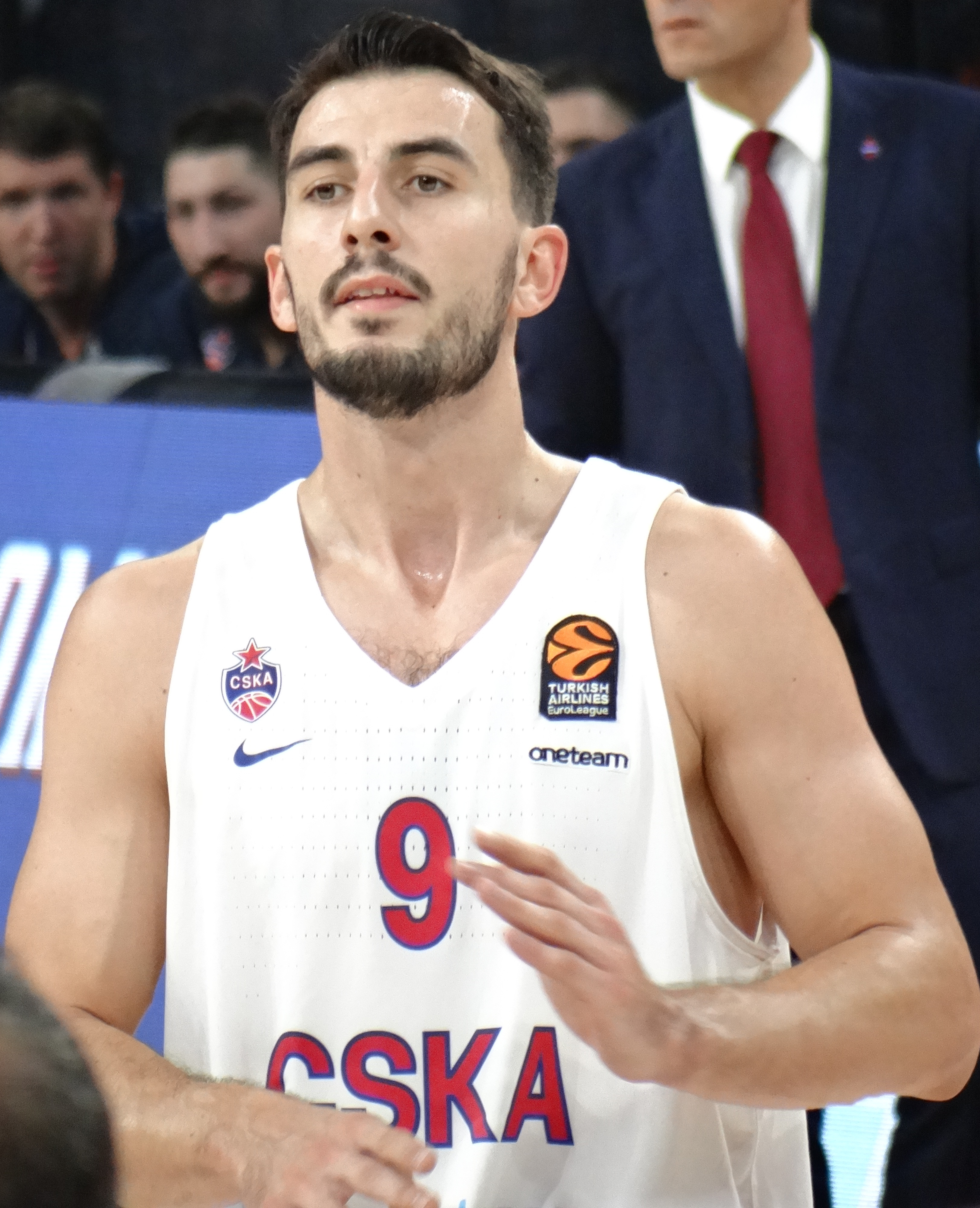
Westermann in 2017

Léo Joseph Paul Westermann (Haguenau, Francia, 26 de julio de 1992) es un jugador de baloncesto francés que actualmente pertenece al Monbus Obradoiro de la Primera FEB. Con 1,98 de estatura su puesto natural en la cancha es el de base.

## Trayectoria
El jugador se formó en el Centro Federal de Tecnificación francés y en 2010 fue fichado por el ASVEL. Sus prestaciones no pasaron inadvertidas para el Partizan de Belgrado que en 2012 le firmó por tres temporadas. En su primera campaña dio la razón a los que apostaron por él: 6,9 puntos, 2,5 rebotes y 2,2 asistencias. Pero en 2013 sufrió una rotura de ligamentos cruzados de rodilla, percance que ya había padecido cuatro años antes.
En 2014 el FC Barcelona decidió apostar por él y el 17 de julio de 2014 anunciaba que se había hecho con una opción preferencial sobre Westermann. Mientras, el club blaugrana decidió que el base evolucionara un año en el Limoges para ver como respondía tras su grave lesión.
En 2015 en el ‘All Star’ de la Liga gala ganó el concurso de habilidades y firmó 9 puntos, 4 rebotes y 9 asistencias en 25 minutos en el encuentro y se proclama campeón de la Liga Nacional de Baloncesto de Francia con el CSP Limoges.
En 2016 firma  por el Zalgiris Kaunas. Westermann promedió la temporada 2015-16 en Limoges 9.6 puntos y 4.6 asistencias en la PRO-A, y 10.1 puntos y 4.3 asistencias en la Euroliga.
La temporada 2017-18 jugó en el CSKA Moscú.
En septiembre de 2018 ficha de nuevo por el Zalgiris Kaunas con un contrato de una temporada más otra opcional, para sustituir a Kevin Pangos que se había convertido en jugador del FC Barcelona.
Tras una temporada en el Zalgiris, firmó con el Fenerbahçe turco en julio de 2019.
El 6 de enero de 2021 fichó por el FC Barcelona de la liga ACB.
El 29 de julio de 2021, regresa Francia y firma por el AS Mónaco Basket de la LNB, con el que promedió 4.9 puntos y 3.4 asistencias en 17.4 minutos (34 partidos) en Liga Francesa, y 4.8 puntos y 2.5 asistencias en 17.2 minutos (22 partidos) en Euroliga.
El 5 de agosto de 2022, firma por el Monbus Obradoiro de la Liga ACB, la primera división del baloncesto en España.
El 29 de septiembre de 2023, firma un contrato con los Crailsheim Merlins de la easycredit BBL alemana.
El 22 de agosto de 2024, firma por el Baloncesto Fuenlabrada de la Primera FEB.
El 10 de julio de 2025, firma por el Obradoiro CAB de Primera FEB.